# Calanthemis ivorensis
Calanthemis ivorensis es una especie de escarabajo longicornio del género Calanthemis, tribu Clytini, subfamilia Cerambycinae. Fue descrita científicamente por Adlbauer en 2020.

## Descripción
Mide 15 milímetros de longitud.

## Distribución
Se distribuye por Costa de Marfil.